# Saleucami
A Saleucami a Csillagok háborúja elképzelt univerzumának egyik bolygója. A Sith-ek bosszúja című filmben jelenik meg.
A „Saleucami” elnevezés az egyik őslakos faj, a vruniaiak nyelvén oázist jelent, mivel a rendszerben ez az egyetlen lakható bolygó.
A Talcene Tranzitútvonal mentén fekszik, ami azoknak a csillaghajóknak az útvonala, amik a Perlemiai Kereskedelmi Útvonalon szállítanak árut a Kuthic Világok felé.

## Leírása
Felszíne nagyrészt kopár sivatag, amit a rendszeresen becsapódó meteorok miatt nagy kráterek tarkítanak. Helyenként gumószerű növények láthatók.
A meteoritbecsapódások nyomása által a talajban létrejövő rezgések megmozgatják a föld alatti vizeket és ásványokat, így a becsapódási tölcsérekben élettel teli „pocsolyák” jöttek létre. A kráterekben művelhető föld található, amit geotermikus hő táplál.

## Élővilága
Kevéssé ismert. Gumószerű növények, dögevő madarak. Bár a bolygón nem fejlődött ki intelligens élet, több betelepült faj is otthonának tekinti a bolygót. Ezek: vikvéj (weequay), gran, vruniai (wroonian) és twi'lek.

## Történelme
|  | Alább a cselekmény részletei következnek! |

A meteoritok ütötte tölcsérekben, illetve ezek közelében alakultak meg az első kolóniák, amit Y. e. 6100 -ban a vruniaiak alapítottak, és a bolygó hamarosan a Külső Perem egyik kereskedelmi pontjává vált.
Bár a sivatagokban több kisebb, szétszórtan található település alakult ki, ezek közül csak egyetlen nagyobb nevezhető igazi városnak. Ezen a helyen található a bolygó űrkikötője. Mélyen a szokásos masszív kráter alatt a magmaáramlások hálózata és geotermikus „kémények” melegítik a várost, ami egyébként hamar kihűlne a hideg, sivatagi éjszakákban.
A Klónháborúk ideje alatt a Saleucami értékes tagja volt a Független Rendszerek Szövetségének, és ennek eredményeként Palpatine legfelsőbb kancellár a „Gonosz hármas” tagjának nevezte, Felucia és Mygeeto mellett.
Az egyik felszín alatti barlangban fejlesztették a Szeparatisták merész klónprogramjukat. Felgyorsított klónozást használva a Szeparatisták morgukai harcosokat hoztak létre, akiket anzati orgyilkosok tanítottak be. Ezt a cselszövést fedezte fel Tholme jedi mester és Aayla Secura, ennek következtében a Jedi Tanács sürgős beavatkozás felől döntött.
Egy több zászlóaljból álló haderőt küldtek a térségbe, amit Oppo Rancisis jedi mester Quinlan Vos helyettessel vezetett. Ezzel a hadsereggel blokád alá vonták a bolygót, hogy ezzel megakadályozzák a morgukai klónok kiáramlását a bolygóról.
A jedi és a klón erők a város peremén táboroztak, és a város közepe felé haladtak. Az ostrom öt fárasztó hónapig tartott, mire a Szeparatistákat legyőzték.
Ez volt a legnagyobb csata a Külső Peremi Ostromok ideje alatt, ami a Klónháborúk során zajlott. A csatában a Köztársaság győzött.
Saleucami eleste után Quinlan Vos tábornok a csapatait Boz Pity-be vitte.
A Köztársaságnak csak egy kisebb kontingense maradt a bolygón, akik a tisztogatást végezték el, őket Stass Allie jedi mester vezette.
A sivatagos síkságokon a csata után ott maradt törmelékek hevertek mindenfelé, a klóncsapatok maradványain dögevő madarak osztoztak.
Amikor Palpatine császár a 66-os parancsot kiadta, és a lojális klóncsapatok a jedi tábornokaikat a Köztársaság árulóiként azonosították, Neyo klónparancsnok tüzet nyitott Allie-ra és megölte őt.

## Megjelenése filmekben
- A Sith-ek bosszúja (első megjelenés)
- LEGO Star Wars Holiday Special (2020)

## Megjelenése televíziós sorozatokban
- A klónok háborúja – "Grievous csapdája" (2. évad 9. rész)
- A klónok háborúja – "Dezertőr" (2. évad 10. rész)
- The Bad Batch – "Cut and Run" (1. évad 2. rész)

## Megjelenése videójátékokban
- Star Wars: Empire at War: Forces of Corruption (kiegészítő a Star Wars: Empire at War játékhoz),
- Star Wars Battlefront: Renegade Squadron (PSP-játék)

## Megjelenése könyvekben
A bolygó megjelenik James Luceno 2012-es Darth Plagueis c. művében.
Abban miután Plagueis a mesterét és annak titokban képzett tanítványát, Venamist is megöli, nekilát, hogy felkutassa a két bith azon Erő-érzékeny jelöltjeit, akik a későbbiekben potenciális veszélyt jelenthetnek rá.
Egyik útja a Saleucamira vezet, ahol egy bizonyos jövőbe látó iktotchi nő tevékenykedik hívei, a Kiválasztottak körében. A gyűlésre egy amfiteátrumban kerül sor, s Plagueis is helyet foglal a hallgatók sorában. A nő beszédében megjósolja az eljövendő sötétséget, a Galaktikus Köztársaság összeomlását és a Jedi rend széthullását. Elmondja, hogy a majdani Galaxis csak olyan lényeknek fog otthont adni, akiket átjár az Erő és a mindenáron való túlélés ösztöne. Végül magához hívja azokat, akik csatlakozni szeretnének hozzá.
Noha Plagueis egy pillanat erejéig eljátszik a gondolattal, mily könnyedén használhatná fel ezt a sötét oldal híveiből álló hadsereget, úgy véli, az iktotchi olyan eszméket vall, amelyek a Darth Bane reformációja előtti, belharcoktól teljes, pusztulásra ítélt Sith Rend mentalitását idézik. Így amikor a bölcs muunra kerül a sor, felfedi kilétét a látó előtt, aki már hiába szeretné alávetni magát Plagueis akaratának, a Sith villámaival halálra sújtja őt. Az általa megbűvölt tömeg káosza közepette hagyja el a bolygót, hogy felkutassa Venamis utolsó jelöltjét.
- Utóhatás

## Megjelenése képregényekben
- Star Wars: Republic: Trackdown,
- Star Wars: Republic: The Siege of Saleucami,
- Star Wars: Dark Times 6: Parallels, Part 1,
- Star Wars Episode III: Revenge of the Sith

## Forgatási körülmények
Saleucami volt az utolsó helyszín, amit A Sith-ek bosszúja filmhez hozzáadtak, de része volt annak az összeállításnak, ami még a produkció elkészülte előtt a Klónháborúk helyszíneit bemutatta.
A „Saleucami” névhez először egy „sok hidat tartalmazó bolygó” képét társították, amit hatalmas, íves szerkezetek jellemeznek. Ez a bolygó a Techno Unió erődítménye volt abban az összeállításban, ami a Konföderáció alapítóinak bolygóit mutatta be.
A „sok hidat tartalmazó bolygó” elképzeléséből lett a Cato Neimoidia bolygó a befejezett filmben.
A „Saleucami” nevet ekkor annak a bolygónak adták, ahol Stass Allie meghalt. Az eredeti kéziratban Stass Allie-t (akkor még: Adi Gallia) egy motoron ülő klón fegyveres lelövi a Felucia bolygón. Ezt megváltoztatták az új helyszínre.
A kezdeti háttér megfestése után, ami egy szeles, homokviharokkal küzdő felszínt ábrázolt, Saleucami táját duzzadt növényekkel tarkították, amiknek vázlatai a Felucia bolygóhoz készültek és ott ezeket nem használták fel.
Az elképzelés szerint ezekből a növényekből antigravitációs hatású zselatin szivárog az égbolt felé.

## Érdekesség
A bolygó nevének kiejtése kissé bizonytalan attól függően, hogy ki melyik forrást fogadja el hitelesnek (alább a kiejtésnél a nagybetűs szótag a hangsúly jelzi).
A A Sith-ek bosszúja című filmben Obi-Wan Kenobi kiejtése: Sa-LOO-ka-my (sʌ'lukəˌmaɪ, kb. sza-Lu-kö-maj), míg a Forces of Corruption játékban a szereplők így mondják: SAL-yoo-kah-mee (Szal-ju-kö-mi), Serra ezredes a Star Wars Battlefront: Renegade Squadron játékban így mondja: SAY-lee-OO-CAH-mee (Széj-li-U-Kö-mi).
A különbségek részben Ewan McGregor skótos kiejtésének tudhatók be.
A The Clone Wars játék szereplői kiejtése szintén: Sa-LOO-ka-my (sza-lu-kö-maj), ami arra utal, hogy ez lehet a helyes kiejtés.
A The Essential Atlas (a könyv adatait lásd lejjebb a Forrásnál) a bolygó felszínén helyenként rózsaszínes/világos lila és kékes színt mutat, ami ellentmond a más források által megadott „barnás-zöldes” felszín képének.